# Championnat de Guinée équatoriale de football 2020
Navigation
Saison précédente Saison suivante
Le Championnat de Guinée équatoriale de football 2020 est la quarante-deuxième édition du Championnat de Guinée équatoriale de football. 
La compétition se scinde en deux phases :
- La première phase voit les équipes réparties en deux poules géographiques (Insular et Continental), où elles s'affrontent à deux reprises. Les trois premiers se qualifient pour la seconde phase.
- Lors de la seconde phase, les six qualifiés se retrouvent dans une poule unique et s'affrontent à deux reprises.

## Déroulement de la saison
La saison débute le 11 janvier 2020, après la 11e journée, le 15 mars 2020, le championnat est interrompu à cause de la pandémie de Covid-19. Le 8 juin 2020, le championnat est définitivement arrêté, et aucun titre ne sera décerné.
Akonangui Football Club, premier du groupe Continental au moment de l'abandon de la compétition, représente le pays en Ligue des champions. Leones Vegetarianos, premier du groupe Insular au moment de l'abandon est qualifié pour la Coupe de la confédération, mais le club déclinant l'offre, c'est finalement le Futuro Kings, deuxième du groupe Continental, qui prend sa place.

## Les clubs participants
- Leones Vegetarianos
- Cano Sport Academy
- San Pablo Nsok
- Deportivo Unidad
- Atlético Semu
- UD Estrella Roja
- Panthers FC
- Ceiba FC
- UD Santa María
- CD Elá Nguema
- Santa Isabel - Promu de Segunda División
- Real Rebola - Promu de Segunda División

- Futuro Kings
- Akonangui Football Club
- Deportivo Niefang
- Dragon FC
- Quince de Agosto
- Deportivo Mongomo
- FC Bata
- Deportivo Anoney
- AD Mongomo
- Hacía Club de Mbedumu - Promu de Segunda División
- Inter Litoral - Promu de Segunda División
- Inter Vesper - Promu de Segunda División

## Compétition
Le barème utilisé pour le classement est le suivant :
- Victoire : 3 points
- Match nul : 1 point
- Défaite, abandon ou forfait : 0 point

### Première phase
| Rang | Équipe               | Pts | J  | G | N | P | Bp | Bc | Diff |
| ---- | -------------------- | --- | -- | - | - | - | -- | -- | ---- |
| 1    | Leones Vegetarianos  | 28  | 11 | 9 | 1 | 1 | 29 | 1  | +28  |
| 2    | Cano Sport Academy T | 24  | 11 | 8 | 0 | 3 | 19 | 7  | +12  |
| 3    | Deportivo Unidad     | 24  | 11 | 7 | 3 | 1 | 18 | 8  | +10  |
| 4    | Atlético Semu        | 20  | 11 | 6 | 2 | 3 | 20 | 14 | +6   |
| 5    | UD Santa María       | 19  | 11 | 6 | 1 | 4 | 12 | 12 | 0    |
| 6    | CD Elá Nguema        | 14  | 11 | 3 | 5 | 3 | 12 | 12 | 0    |
| 7    | Ceiba FC             | 12  | 11 | 3 | 3 | 5 | 11 | 12 | -1   |
| 8    | San Pablo Nsok       | 11  | 11 | 2 | 5 | 4 | 9  | 12 | -3   |
| 9    | Real Rebola P        | 11  | 11 | 3 | 2 | 6 | 8  | 20 | -12  |
| 10   | Panthers FC          | 10  | 11 | 2 | 4 | 5 | 13 | 20 | -7   |
| 11   | UD Estrella Roja     | 6   | 11 | 1 | 3 | 7 | 5  | 16 | -11  |
| 12   | Santa Isabel P       | 3   | 11 | 0 | 3 | 8 | 10 | 32 | -22  |

| Rang | Équipe                  | Pts | J  | G | N | P  | Bp | Bc | Diff |
| ---- | ----------------------- | --- | -- | - | - | -- | -- | -- | ---- |
| 1    | Akonangui Football Club | 29  | 11 | 9 | 2 | 0  | 23 | 8  | +15  |
| 2    | Futuro Kings            | 24  | 11 | 7 | 3 | 1  | 22 | 7  | +15  |
| 3    | FC Bata                 | 21  | 11 | 6 | 3 | 2  | 21 | 11 | +10  |
| 4    | Dragon FC               | 21  | 11 | 6 | 3 | 2  | 19 | 11 | +8   |
| 5    | Quince de Agosto        | 20  | 11 | 6 | 2 | 3  | 25 | 15 | +10  |
| 6    | Deportivo Anoney        | 17  | 11 | 5 | 2 | 4  | 14 | 16 | -2   |
| 7    | Inter Litoral P         | 16  | 11 | 4 | 4 | 3  | 15 | 11 | +4   |
| 8    | Deportivo Mongomo       | 12  | 11 | 3 | 3 | 5  | 13 | 18 | -5   |
| 9    | Deportivo Niefang       | 9   | 11 | 3 | 0 | 8  | 12 | 22 | -10  |
| 10   | Hacía Club de Mbedumu P | 9   | 11 | 2 | 3 | 6  | 12 | 23 | -11  |
| 11   | AD Mongomo              | 7   | 11 | 2 | 1 | 8  | 11 | 17 | -6   |
| 12   | Inter Vesper P          | 0   | 11 | 0 | 0 | 11 | 3  | 30 | -27  |

- Saison abandonnée après la 11e journée, pas de relégation.

### Seconde phase
La deuxième phase n'a pas lieu cette saison à cause de l'arrêt du championnat.
- Akonangui Football Club qualifié pour la Ligue des champions de la CAF 2020-2021 en tant que premier du groupe Continental.
- Futuro Kings qualifié pour la Coupe de la confédération 2020-2021, initialement la place était proposée à Leones Vegetarianos, premier du groupe Insular, mais le club a décliné l'offre.

## Bilan de la saison
| Championnat de Guinée équatoriale de football 2020 |                         |
| Champion                                           | aucun                   |
| Qualifications continentales                       |                         |
| Ligue des champions de la CAF 2020-2021            | Akonangui Football Club |
| Coupe de la confédération 2020-2021                | Futuro Kings            |
| Promotions et relégations                          |                         |
| Promus en Primera División                         | aucun                   |
| Relégués en Segunda División                       | aucun                   |